# 广济医院松木场分院旧址

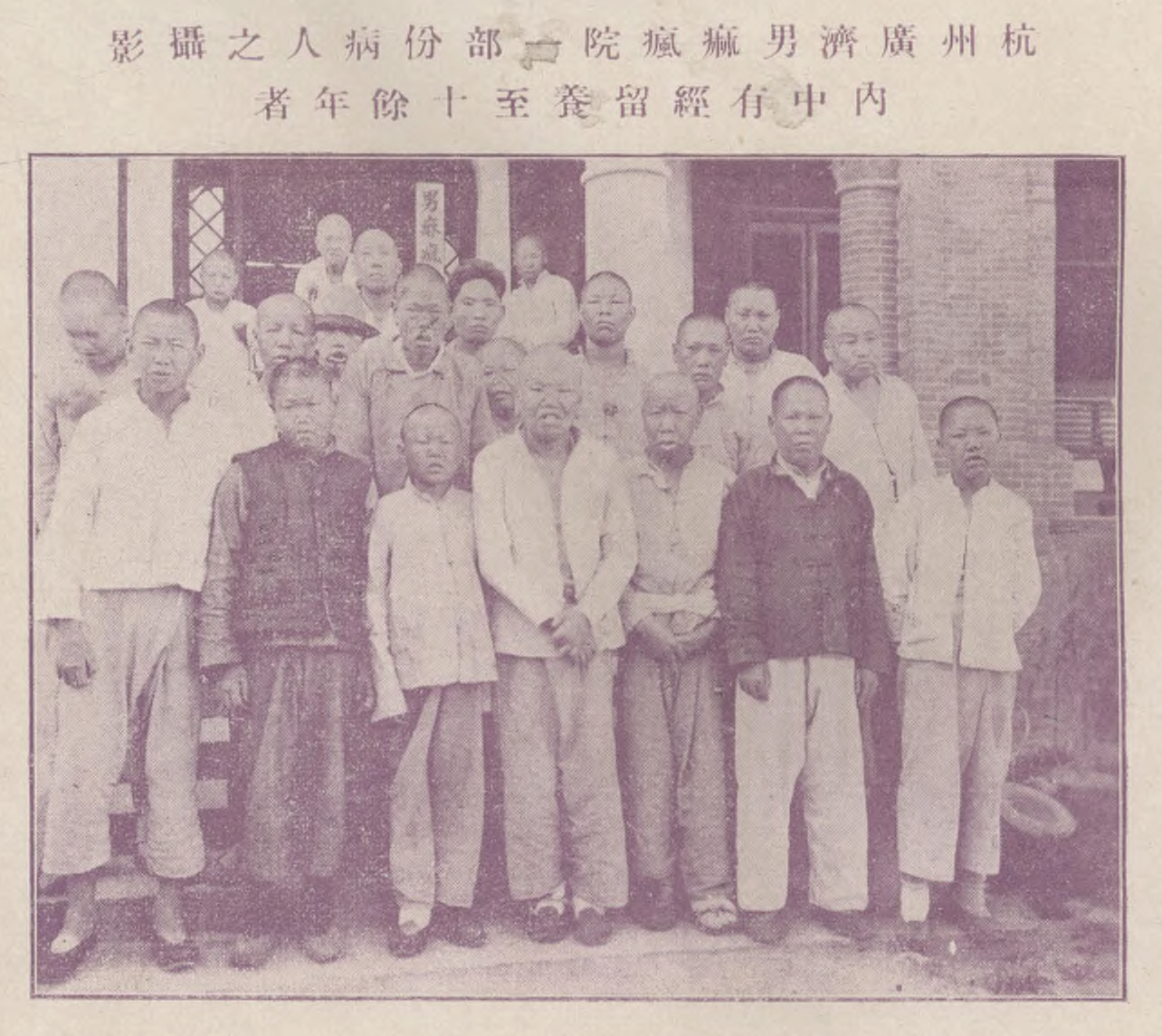
杭州廣濟男麻瘋院病人合影

广济医院松木场分院旧址是中国杭州的一组历史建筑群，建于1914年。2013年12月16日公布为第五批杭州市文物保护单位。位于浙江省杭州市西湖区宝石二路桃源新村5幢8号、5幢10号、6幢、7幢、9幢、10幢、23幢、24幢。
英国圣公会于1869年在杭州市中心的直大方伯设立广济医院，即今日浙江大学医学院附属第二医院前身。民国3年（1914年），又在城外宝云山山脊东麓置地二百余亩，设立麻风病院，即松木场分院。
广济医院松木场分院建筑群建于1914年开始至1930年间，包括11幢风格各异的欧洲花园别墅式房屋：门房、男麻风病院、圣约翰教堂、女麻风病院、职工疗养院（男清气院）、男隔离病院、女隔离病院、医生别墅、女肺病院、女清气院及附属用房。这些建筑沿山脊线排开，居高临下，彼此呼应，采光通风良好。
1952年，广济医院松木场分院由教会医院改为公立，用作浙江省卫生学校。1957年，这片建筑群又改为浙江省人民政府的职工宿舍，直至今日。2005年7月1日，广济医院松木场分院建筑群被列入杭州市第二批历史建筑保护名单。
1930年代，作家郁达夫在小说《蜃楼》中描写了广济医院松木场分院。